# Doomsday Clock
Doomsday Clock (traducida en español como El Reloj del Juicio Final) es una miniserie limitada escrita por Geoff Johns y dibujada por los artistas Gary Frank y Brad Anderson, siendo una serie secuela directa de Watchmen (la novela gráfica de Alan Moore y Dave Gibbons), uniéndola con los acontecimientos de "Los Nuevos 52" y "Renacimiento".
La serie comenzó a publicarse desde el 22 de noviembre de 2017 y a partir del capítulo número 5 la publicación es bimestral (cada dos meses). Desde el capítulo número 8, la serie ha sufrido varios periodos de retraso extendido, concluyendo oficialmente para el 18 de diciembre de 2019.[cita requerida]

## Precedente
Doomsday Clock es parte de la iniciativa desde que empezó con Universo DC: Renacimiento #1 y que continuó con eventos relacionados como Superman Renacido y La Chapa. El cómic también introduce personajes de Watchmen (la novela gráfica Alan Moore y Dave Gibbons) junto con nuevos personajes creados por Geoff Johns y Gary Frank que serán incluidos en el universo de Watchmen, pero sobre todo incluirá a los integrantes más importantes de la Liga de la Justicia
Doomsday Clock ya había sido planeado a inicios del año 2017, en el epílogo de The Button, en un tipo de "páginas teaser" que muestra el Pin del Comediante que está flotando en el espacio y en seguida, al acercarse poco a poco hacia la sangre, en la página siguiente, este se va alejando revelando el logotipo de Superman, anunciando que la próxima saga se llamará Doomsday Clock, con el mismo tipo de letra usada para Watchmen, junto con la frase "Hay venenos que ciegan y hay venenos que te abren los ojos", proveniente del escritor y dramaturgo sueco August Strindberg.
En agosto del año 2017, Geoff Johns dijo que la novela gráfica no solo resolverá a los lectores muchas preguntas de todo lo que ocurrió durante Los Nuevos 52, sino que también será una historia muy interesante ya que se pensó que había una dualidad entre Superman, un extraterrestre con poderes extraordinarios que es compasivo con la vida y que personifica a la bondad humana, y el Doctor Manhattan, un humano transformado en dios que se ha alejado completamente de la humanidad.
Para la traducción en español, la serie ha sido distribuida en España por ECC Ediciones, mientras que en América Latina, la serie la sido distribuida por la editorial argentina OVNI Press, para Sudamérica, mientras que para México y Centroamérica la publicación corrió a cargo de Editorial Televisa.[cita requerida]

## Argumento

### Capítulo 1
En un universo muy lejano y totalmente distinto al de DC, al otro lado del Límite del Todo, estamos en el 22 de noviembre del año de 1992. Han pasado siete años después de los acontecimientos de Watchmen. Nos encontramos con un melancólico Ozymandias, ya que su Plan de la Paz fracasó rotundamente cuando el Diario de Rorschach fue publicado y ahora es un fugitivo. Mientras tanto, el gobierno de Estados Unidos está al borde de una guerra nuclear con la Unión Soviética.
Durante una revuelta en la cárcel de Sing Sing, aparece un nuevo Rorschach para encontrar a un par de villanos llamados Erika Manson, conocida como Marioneta, y su compañero Marcos Maez, alías Mimo, y llevarlos a la antigua guarida de Nite Owl II. Al llegar a la guarida, este nuevo Rorschach les revela que no es Walter Kovaks. En lugar de encontrarse con Nite Owl, los villanos se encuentran con Ozymandias, quien les revela que está muriendo de un cáncer cerebral y ofrece a la pareja la ubicación actual de su hijo perdido más una suma enorme de dinero si encuentran al único ser capaz de resolver esta crisis internacional, el Doctor Manhattan, quien había estado perdido desde que abandonó la Tierra en 1985. 
Mientras tanto, en el universo DC, en la Tierra Primaria (o Prime Earth, también conocida como Tierra-0 o Nueva Tierra), en Metrópolis, Clark Kent tiene una pesadilla sobre la noche en la que murieron sus padres en un accidente automovilístico (provocada por una luz azul) en el día del baile escolar. Lois Lane despierta a Clark porque este estaba gritando y provocaba que la habitación temblara. Clark dice a Lois que es la primera vez que tiene una pesadilla.

### Capítulo 2
Después de que Marioneta y Mimo aceptan la oferta de Ozymandias, este explica a Rorschach II que durante esos siete años estuvo investigando la forma de viajar a otras dimensiones para buscar al Doctor Manhattan, aunque la única ayuda que tenía eran los estudios de Nite Owl II y los de Jonathan Osterman que se ubicaban en la Guarida, pero que al fin descubrió la forma, por medio de partículas electrónicas de Manhattan, para poder acceder a un túnel cuántico.
Marioneta y Mimo se preparan con sus vestimentas mientras Ozymandias y Rorschach II preparan la Owlship para viajar a la Tierra-0. Aunque Rorschach II no confía en la pareja de villanos, Ozymandias le cuenta que, durante los días de heroísmo de los Watchmen, Mimo y Marioneta estaban asaltando un banco y, cuando el Doctor Manhattann llegó para detenerlos, rehusó matarlos. Añade que Erika por el momento es la única esperanza para encontrar a Manhattan, ya que ella representa algo en el pasado de John. Esto puede recordarle cuando fue humano, ya que se pondría triste si ve a Laurie Juspeczyk con Dan. Cuando la Owlship está listo, Ozymandias descubre que hay bombarderos nucleares en los cielos. Es entonces que deciden irse de una vez. Mientras tanto, en Gotham City, hay protestas en las calles donde las personas exigen que ya no existan más los superhéroes, gracias a algo que denominan "La Teoría de los Super Humanos". Rorschach II y Ozymandias llegan a Gotham City sin antes esposar a Marioneta y Mimo para que no causen problemas. Ambos héroes se sorprenden al ver cómo este mundo sea completamente diferente al de ellos tanto en fechas y ciudades, pero sobre todo con la existencia de super humanos. Para empezar desde cero, planean ir a por dos de las mentes más brillantes de ese mundo: Lex Luthor y Bruce Wayne. Sin saberlo, Marioneta y Mimo intentan escapar.
Ozymandias llega al edificio de Lex Corp donde inmediatamente encuentra a Luthor. Tras una pequeña discrepancia entre ellos, un disparo hiere a Lex, Adrian queda perplejo, casi pálido: su compañero el Comediante está vivo. Mientras tanto, Rorschach II logró entrar a la Batcueva, donde conoce al Caballero de la Noche.

### Capítulo 3
Todo empieza con un flashback en la noche en la que murió Edward Blake en 1985. Antes de caer al suelo, es teletransportado hacia Ciudad Costera por el Doctor Manhattan. De vuelta al presente, Ozymandias pelea contra el Comediante mientras este se burla de Adrian. Tras ser derrotado, Ozymandias logra escapar, aunque muy herido. Mientras tanto, Rorschach II se presenta con Batman e intenta convencerlo de buscar al Doctor Manhattan, sin antes prestarle el Diario de Rorschach. Batman le dice que promete ayudarlo si este se da un baño mientras él lee el Diario de Kovacs.
Mientras tanto, en las calles, Marioneta y Mimo entran a un bar territorio del Joker, donde hay un enfrentamiento de los payasos con la pareja de villanos. La pareja de criminales logra acabar con todos los payasos del bar, pero la curiosidad los atrapa y dejan a un lado la búsqueda del Doctor Manhattan pero sobre todo de su hijo, para buscar al Joker.
De vuelta a la Batcueva, Reggie Long se quita el disfraz de Rorscharch pero se lamenta a solas desde que aceptó trabajar con Adrian Veidt. En una casa de retiro, en Metrópolis se encuentra Jonnhy Thunder (amigo de Superman) viendo la lluvia de primavera desde su ventana, mientras un grupo de retirados mira la televisión, que documenta sobre la "Teoría de los Super Humanos", que es culpa del gobierno de Estados Unidos que ha estado experimentado con personas como Rex Mason, Robert Kirkland y Sondra Fuller y darles poderes sin necesidad y que el 70% de los estadounidenses son super humanos. Sobre todo, los medios hablan de Superman, quien se ha vuelto el principal sospechoso y culpable.
Reggie Long tiene una pesadilla de cómo el Monstruo Alienígena (causante de la tragedia al final de Watchmen) mata a sus padres, pero es despertado por Bruce Wayne, quien le dice que durmió más de 24 horas y conoce la localización actual de Manhattan: nada más y nada menos que en el Asilo de Arkham, ya que encontró una anomalía de energía en ese lugar. Esa noche lluviosa, Rorschach II y Batman van a Arkham a buscar al Doctor Manhattan, pero todo resulta una trampa y Reggie Long es enjaulado por Batman quien lo deja solo en la prisión y se lleva el Diario de Rorscharch.

### Capítulo 4
Mientras estuvo encarcelado en el Asilo de Arkham, Rorschach II recuerda su pasado como Reginald "Reggie" Long, el hijo de Malcolm Long, quien evaluó a Walter Kovacs, el Rorschach original. Cuando sus padres fueron asesinados por el monstruo que Ozymandias desencadenó, Reggie no estaba al alcance del trauma psíquico que desencadenó. De vuelta en el presente, Rorschach II es golpeado por los guardias. Luego es recibido por un terapeuta llamado Mason Matthews, quien lo evalúa sobre su historia y por qué Batman lo aprisionó aquí.
Rorschach II resume el día en que el ataque del monstruo alienígena mató a todos y que los bomberos lo rescataron de su automóvil, donde lo llevaron a un hospital psiquiátrico. Mientras estaba allí, se encontró con un anciano en el tejado que dijo que vio lo que tenía que ver y se fue volando, mientras los guardias agarraban a Reggie y lo llevaban a su celda. Mientras tomaba una prueba de Rorschach, Reggie conoció al anciano que fue recapturado y se presenta como Mothman (un exmiembro de los Minutemen), y ambos comenzaron a escuchar los planes de Veidt para ayudar a la gente de Nueva York a superar la tragedia.
De vuelta en el presente, Rorschach II es llevado nuevamente a su celda mientras se pregunta quién y dónde está el Doctor Manhattan. Una "Jane Doe" lo ve desde la puerta de su celda y se interesa por él. En el pasado, Reggie y Mothman se acercan más, mientras Mothman planea entrenar a Reggie para defenderse de un guardia llamado Jason. Más tarde, Reggie vio la noticia de que Veidt había sido acusado de causar la masacre, y que Reggie y los otros sobrevivientes iban a ser transferidos a otra instalación. Así que Reggie prende fuego al hospital psiquiátrico, Mothman ve el fuego, y declarando que lo está llamando, camina hacia él.
Después de encontrar las pertenencias de Rorschach I, Reggie rastrea el escondite de Veidt para matarlo, pero al ver que tiene cáncer cerebral y estar lleno de remordimiento por sus acciones, le perdona la vida. De vuelta en el presente, Rorschach II es liberado por "Jane Doe", quien resulta ser Saturn Girl (proveniente de realidad de Hora Cero), la causa de las voces en la cabeza de Rorschach II.
En la Batcueva, Batman dice a Alfred Pennyworth que ahora entiende a Rorschach II, implicando que Bruce Wayne se hizo pasar por el Dr. Mason Matthews todo el tiempo.

### Capítulo 5
Después de recuperarse en el Hospital General de Metropolis, Veidt escapa con su gato Bubastis; mientras la conspiración meta-humana continúa fuera de control: Hawk y Dove son arrestados por la Brigada Rocket Red en Rusia por interferencia policial, lo que hace que su excompañero Red Star salga de su retiro para servir a su país. Pozhar, el más leal y poderoso metahumano de ese país, anunció que cerrarán sus fronteras a todos los extranjeros, sean metahumanos o no. Como Markovia hace lo mismo, el superhéroe Firestorm también se convierte en un tema de controversia cuando Killer Frost los anuncia como experimentos del Gobierno. El general Sam Lane saca tropas de Qurac, como Black Adam, después de 'salvar' a Jack Ryder del rey Kobra, da la bienvenida a otros meta-humanos que buscan asilo en Kahndaq.
En el Daily Planet, Lois y Clark están de acuerdo en que alguien está detrás de "La Teoría de los Superhombres". Pero cuando Lois confronta a Lex Luthor sobre su papel en esto (con Superman escuchando), Lex revela que no está detrás de esta conspiración, pero que ha estado investigando por su cuenta. También revela que la persona que creó estos metahumanos para el gobierno solía ser un miembro de la Liga de la Justicia.
Después de escapar de Arkham, Saturn Girl acepta ayudar a Rorschach a encontrar al Dr. Manhattan; y juntos salvan a Johnny Thunder de un grupo de matones en una fábrica de hierro abandonada en Pittsburgh. Johnny escapó de su asilo para localizar la "lámpara mágica" de su viejo amigo Alan Scott en la fábrica.
Volviendo a Archie, Veidt tropieza con Batman mientras escapan del GCPD. Ellos proceden a pelear, escudriñándose mutuamente por la forma en que sus héroes respetados han tratado a su propio mundo, con Veidt creyendo que Manhattan vino aquí debido a la moral simplista del "héroe pulp". Batman se cae de Archie y es golpeado por una turba.
Mientras tanto, a pesar de que el Comediante los persigue, Mimo y Marioneta logran ubicar al Joker en la azotea del GCPD, en el proceso de destruir la Batseñal y entregar a Batman derrotado a sus pies.

### Capítulo 6
Mientras Batman está inconsciente en una silla, Joker guía a Mimo y a Marioneta hacia las tuberías de Gotham, donde Riddler y unos cuantos villanos discuten sobre cómo la "Teoría de los Superhombres" afecta a la comunidad metahumana. Fue entonces cuando el Comediante dispara contra ellos, matando a Typhoon en el proceso.
Mientras tanto, Mimo ha estado recordando la infancia de Marioneta, cuando su padre se suicidó al ser amenazado por unos policías corruptos. A la mañana siguiente, el Comediante confronta al dúo para localizar a Ozymandias, cuando es electrificado por Joker, quien demuestra estar interesado en conocer al Doctor Manhattan.
En tanto, Japón, Irán y Australia se han unido a la "carrera armamentista metahumana".

### Capítulo 7
En una narración de apertura, el Doctor Manhattan revela que ha impedido que Alan Scott se haya convertido en Linterna Verde alejando la linterna de él, eliminando efectivamente la Sociedad de la Justicia de América de la historia.
Rorschach, Saturn Girl y Johnny Thunder se encuentran con Ozymandias en Archie. Mientras ven la crisis metahumana desarrollarse en la televisión, ella revela que fue enviada en el tiempo para limpiar una anomalía que amenaza a Superman. Usando a Bubastis II (un clon del Bubastis original que se desintegró, y conteniendo una porción de su poder del Doctor Manhattan) y la batería de la linterna, Ozymandias transporta a la ubicación de Manhattan en la "funhouse" de Joker, donde está el Comediante. Allí, Batman se ha deshecho de sus ataduras y está en una batalla con Marioneta y Mimo.
Dejando a Johnny e Imra en Archie, Ozymandias y Rorschach confrontan a los otros dentro. Batman confiesa que estaba equivocado sobre Reggie, un comentario que Veidt acepta y supone que es "una piedra angular del problema cada vez mayor en el que su mundo está siendo absorbido". Bubastis II comienza a brillar y lo acerca más a la Linterna. Ozymandias usa la energía para convocar al Doctor Manhattan a la "funhouse". Él procede a separar el grupo Watchmen de Batman y Joker, diciéndole a Ozymandias que no regresará a su mundo, ya que está en medio de un experimento con el Universo DC.
Varias revelaciones se muestran: Ozymandias iba a traer a Silk Spectre I con él, pero ella se negó, llevando a Ozymandias a tomar a Marioneta y Mimo en su lugar. La propia Marioneta no fue asesinada en aquel robo por lo que se convertiría su hijo (además, está embarazada nuevamente). Pero la mayor revelación es que Ozymandias mintió a Rorschach sobre su cáncer, y solo dijo eso para obtener su ayuda. Manhattan luego dice a todos cómo llegó al Universo DC buscando un lugar entre ellos. Mientras miraba hacia el futuro, no vio "nada".
El Doctor Manhattan devuelve el equipo a Batman y Joker en la "funhouse", donde Rorschach procede a golpear a Ozymandias, quien se estaba burlando de Reggie por llevar la máscara del hombre que destruyó a su padre psicológicamente. En una pelea con Batman y Joker, Reggie se arranca la máscara declarando que "¡Rorschach ha muerto!". El herido Ozymandias regresa a la Owlship, y agrede a Imra y a Johnny, declarando que puede salvar todo y a todos. Manhattan regresa a Marte, reflexionando sobre una visión establecida un mes en el futuro: una confrontación con Superman que concluirá en el final de todo.

### Capítulo 8
Al entrar en el Despacho Oval de la Casa Blanca, Ozymandias se va con algunos archivos misteriosos y dice: "Empieza". En el Daily Planet, ha ocurrido un crimen similar cuando alguien ha saqueado el escritorio de Lois Lane (aunque no se tomó nada). Las noticias de última hora de Rusia muestran un enfrentamiento entre Firestorm y Pozhar, que se convierte en un incidente internacional cuando Firestorm accidentalmente convierte en cristal a una multitud entera.
Creyendo que buscó refugio en Kahndaq, Superman se dirige al país donde ve a los metahumanos inmigrantes viviendo pacíficamente con la población. Black Adam niega albergar a Firestorm, pero dice que es bienvenido en Kahndaq. En el Daily Planet, Lois encuentra una unidad de memoria flash entre el desorden, que muestra imágenes de la Justice Society of America (un equipo del que hasta ahora nunca ha oído hablar), como muestra a Alan Scott, Jay Garrick, Doctor Fate, Hawkman, Hourman, Sandman y Spectre.
Al encontrar Firestorm en Rusia (y ayudarlo a revertir los efectos del acristalamiento en un niño pequeño), él y Superman se dirigen a la capital, donde Vladímir Putin está declarando la guerra a los Estados Unidos. Superman intenta intervenir mucho ante la desaprobación de Lois y Batman, creyendo que debería permanecer neutral. Cuando los soldados rusos abren fuego en Tormenta de fuego, muchas víctimas de los vidrios se rompen.
Los Héroes de la Gente proceden a luchar contra Superman y Firestorm, cuando se detecta un pico de energía. Batman detecta que las energías son similares a las del Doctor Manhattan y se da cuenta de que él es el verdadero culpable detrás del suceso. Una explosión enorme consume a Superman y Firestorm, ya que también derriba al Batwing y destruye las tecnologías del mundo. El problema termina cuando Ozymandias observa el suceso desde un lugar no revelado con lo que parece ser un grupo militar ruso detrás de él. Numerosos medios publicaron documentos que muestran los efectos negativos de los combates de Superman en Rusia.

### Capítulo 9
Al examinar un Anillo de la Legión que una vez perteneció a Ferro Lad, el Dr. Manhattan está considerando si destruye todo en su batalla con Superman dentro de una semana a partir de ahora. Luego se distrae con el acercamiento de múltiples naves espaciales que llevan a casi todos los héroes más grandes de la Tierra, que han rastreado la firma energética de la explosión de Moscú a Marte (aunque Batman tiene sus sospechas de que algo más grande está en juego). Ronnie y el Prof. Stein son llevados por el camino para descubrir quién los engañó para el incidente.
A pesar de las protestas de Stein, Firestorm se une al Green Lantern Corps para proporcionar el oxígeno en Marte, mientras Martian Manhunter lidera a los héroes de la Tierra para enfrentar a Manhattan. A pesar de los mejores esfuerzos de J’onn, todos los héroes comienzan a atacar, con Manhattan curioso sobre ciertos conceptos de DC (los anillos de Green Lantern, Magic, etc.) Las cosas llegan a un punto crítico cuando transporta a Ronnie siete años antes (el día en que él y el profesor Stein se convirtieron en Firestorm), donde Ronnie descubre la horrible verdad sobre su origen; nunca fue un accidente, el profesor Martin Stein es el director del Departamento de Asuntos Metahumanos y fabricó el experimento para aprender más sobre los metahumanos desde adentro. En su furia, Firestorm muestra a los héroes que Manhattan no es tan invulnerable como parece, y que a pesar del valioso esfuerzo del Capitán Atom, Manhattan sobrevive y derrota a toda la lista de héroes.
En el Salón de la Justicia, Lois está vigilando a un Superman en recuperación, mientras que los manifestantes se están formando afuera después de los sucesos en Moscú (los EE. UU. ya no apoyan a Superman). Ella se enfrenta a Lex Luthor, quien reveló ser el remitente de la unidad flash sobre la Sociedad Secreta de la Justicia, lo que demuestra que alguien no solo está quebrantando a Superman, sino a toda la creación (una víctima es Wally West).
Mientras tanto, Wonder Woman sale de su escondite para dirigirse a la Organización de las Naciones Unidas, con la esperanza de desactivar la Carrera Armamentista Metahumana. Sin embargo, Black Adam, Creeper y Giganta interrumpen la cumbre para aprovechar la ausencia de la mayoría de los defensores de la Tierra para "hacer un movimiento".
Un documento revela cómo Martin Stein fundó el Departamento de Asuntos Metahumanos para ayudar a otros metahumanos como su hijo (quién murió porque él no pudo controlar su metagen), revelando su identidad como agente secreto del gobierno de los Estados Unidos.

### Capítulo 10
Manhattan recuerda el momento en que llegó al Universo DC para volver a empezar, y se encuentra con el aspirante a actor Carver Colman, quien luego sería asesinado por su madre biológica luego de un chantaje fallido. Mientras tanto, también recuerda cómo este universo actúa en constante cambio, causando varios reinicios entre las historias de Superman y todos los demás, lo que dificulta que Manhattan entienda a estas personas. Cuando Manhattan intervino para crear la era de los Nuevos 52, Wally West le advirtió acerca de las consecuencias. De vuelta al presente, Manhattan les perdona la vida a los héroes antes de transportarse a la Tierra, lo que hace que Superman se despierte con urgencia de su coma.
Entre las pruebas de la muerte de Carver Colman, había una carta de su madre, que más tarde fue quemada por la doncella de Carver para proteger sus secretos y salvar su carrera como actor. También había un guion que describía las escenas finales de la última película de Carver.

### Capítulo 11
Luthor le revela a Lois que estaba rastreando varias anomalías relacionadas con la línea de tiempo actual. Después de leer el diario de Kovacs, Alfred intenta convencer a Reggie para que lo ayude, pero él se niega y se va. Mime y Marionette aún retienen al Comedian como rehén mientras Black Adam rastrea la Casa Blanca. Ozymandias luego revela a Imra y Johnny que el hijo de Mime y Marionette fue adoptado por Dan Dreiberg y Laurie Juspeczyk, quienes tendrán una hija por su cuenta. Ozymandias también revela que él filtró la participación de Stein con la Teoría de los Superhombres, y que Bubastis II causó la explosión alrededor de Firestorm y Superman, forzando al Doctor Manhattan a enfrentar a los otros héroes en Marte. Imra es borrada de la línea de tiempo mientras que en la Casa Blanca, Superman se enfrenta a Black Adam antes de enfrentarse a Manhattan en persona, con Ozymandias observando el encuentro.
En los archivos de LexCorp, hay "copias" de la foto de Manhattan con su exnovia, Janey Slater, junto con una foto de Barry Allen conociendo a Jay Garrick. También hay una declaración de Luthor, declarando que quiere encontrar a Manhattan, creyendo que tiene información sobre estos acontecimientos, y debido a eso, Luthor quiere romper su ciclo de lucha sin fin con Superman.

### Capítulo 12
Mientras varias facciones luchan por la ciudad, Batman y Alfred convencen a Reggie para que se convierta en Rorschach una vez más. Después de una pequeña conversación con Superman, Manhattan finalmente recupera su esperanza; él revierte sus acciones y restaura la línea de tiempo, al enterarse del propósito de Superman; incluso cambia el futuro de Carver Colman para mejor. Luthor usa un dispositivo para enviar al Comediante de regreso al momento de su muerte. Stein es arrestado por sus acciones relacionadas con la Teoría de los Superhombres. A pedido de Manhattan, Mime y Marionette se quedan en el Universo DC con su hija no nacida, con la esperanza de reunirse con su otro hijo en el futuro. De vuelta al universo de Watchmen, Ozymandias es encarcelado por sus crímenes, mientras que personas de todo el mundo protestan contra el uso de armas nucleares. Reggie sigue siendo Rorschach como una acción de agradecer a Lewis y perdonar a Kovacs. Manhattan cría solo al hijo de Mime y Marionette, lo nombra Clark y le transfiere sus poderes. Clark es adoptado por Laurie y Dan.
Carver Colman es honrado en la paseo de la fama de Hollywood.

## Personajes

### UniversoWatchmen
- Bubastis II
- Comedian (Edward Blake)
- Doctor Manhattan (Jonathan Osterman)
- Gloria Long
- Malcolm Long
- Marionette (Erika Mason)
- Mime (Marcos Maez)
- Mothman (Byron Lewis)
- Nite Owl II (Daniel Dreiberg)
- Ozymandias (Adrian Veidt)
- Rorschach I (Walter Kovacs)
- Rorschach II (Reginald Long)
- Silk Spectre II (Laurel Juspeczyk)

### Universo DC
- Alexander Luthor
- Alfred Pennyworth
- Batman (Bruce Wayne)
- Black Adam (Teth-Adam)
- Carver Colman/Nathaniel Dusk
- Charlotte Colman
- Firestorm (Ronald Raymond y Martin Stein)
- John Thunder
- Joker
- Lois Lane
- Pozhar (Mikhail Arkadin)
- Saturn Girl (Imra Ardeen)
- Superman (Kal-El/Clark Kent)
- Wonder Woman (Diana de Themyscira)

### Invitados
- Bryce DeWitt
- Donald Trump
- Gary Cooper
- Hedy Lamarr
- Otto Preminger
- Richard Nixon
- Robert Redford
- Vladímir Putin